# 廢棄公主
《廢棄公主》是榊一郎撰寫、安曇雪伸繪製插畫的日本輕小說作品。本作為第1回龍皇杯優勝作品。2003年同名電視動畫由BONES製作完成，全24話。

## 故事簡介
故事的主角是萊邦王國被遺棄的公主帕西菲卡。第5111個聖格林德預言說她是“毀滅世界的猛毒”，時間是當她滿16週歲時。因為這樣，當帕西菲卡還是嬰兒時就被人從山崖上丟棄。直到她15歲時，無人知道她依然還活著。帕西菲卡被一位巫師所救並且被卡蘇魯家族收養。卡蘇魯家族的長男夏農和長女拉蔻兒更成為了她的保護者。夏農是一位劍客，拉蔻兒是位魔法師。他們的能力都很強。
在整個故事中，他們一直跟著帕西菲卡，保護她免于遭到那些害怕預言結果的人殺害。另一方面，帕西菲卡卻沒有什麼能力可以保護自己。隨著故事的發展，預言的真相漸漸地浮上了水面。帕西菲卡將要毀滅世界的說法好像是謊言，而帕西菲卡則必須意識到她潛在的命運。原來自從5000年前以來，人類世界就一直受秩序守護者所控制。人類文明也被局限在中世紀的發展階段。而帕希菲卡是唯一一個可以改變這個局面的人。因此帕西菲卡被稱為律法破壞者，這才是她被追殺的根本原因。

### 時間線
這個故事發生在公元7000年至7500年之間。故事中說中世紀發生在6000年前。如果我們認為中世紀大約為公元500年到1500年，我們可以加上6000年得出故事發生的時間。

## 登場人物

### 主要人物
帕西菲卡・卡蘇魯（配音：折笠富美子，台灣：盧敘榮）
被遺棄的公主，本作的主角，15歲。
金髮碧眼的美少女，卡蘇魯三姐弟妹排名最小的妹妹。個性天真開朗，好勝心強。外貌雖然有的高雅文靜的氣質，但一開口就會破功。
萊邦王國國王的親生女兒，卻在聖葛林德神谕中被指認是為會「毀滅世界的毒瘤」，被國王下令處死並廢除王室身分，成為萊邦王國中的禁忌「廢棄公主」。
在嬰孩時期被人從山崖上丟下，但在母親愛爾梅雅的安排下，活了下來，並且交由卡蘇魯家庭收養，作為他們最小的孩子。
雖然預言說她16歲時就會毀滅世界，但是與帕西菲卡相處過後的人都認為她是一位天真無邪的普通女孩，以至於許多要殺她的人都懷疑預言的正確性。
夏農・卡蘇魯（配音：三木真一郎，台灣：梁興昌）
卡蘇魯家庭中的長男，拉蔻兒的孿生弟弟，也是帕西菲卡的兄長。
黑髮的青年，容貌算的上英俊，給人穩重成熟的感覺。是一位有實力的劍客，即使在艱難的條件下也能保持冷靜，使用一把名為太刀的武器。
常常與帕西菲卡拌嘴吵架，不過在只是兩兄妹的相處模式，夏農其實相當地愛護這個妹妹。在得知帕西菲卡的真相後依舊沒有背棄她，與拉蔻兒一同為了守護她而甘願捨棄一切，成為守護「廢棄公主」的「守護者」。
在龍機神賽菲莉絲的力量幫助下可以成為“龍騎士”（D Knight）。
拉蔻兒・卡蘇魯（配音：大原沙耶香，台灣：李涵菲）
卡蘇魯家庭長女。在母親過世後姐代母職，在家庭中是位充滿著母性和慈愛的人。
夏農的孿生姊姊，兩人的容貌幾乎一至，長相秀麗，身材凹凸有翹，是位美女。
是一位魔法師，繼承母親的優秀才能，水平超過了一般魔法師之上，甚至能一人施展需要兩人以上才能發動的強大魔法。
雖然平時卻是位慵懶溫吞還有些迷糊又天然呆的人，但施展魔法時能展現極高的注意力，同時為了保護帕西菲卡能對敵方痛下殺手也絕不妥協。

#### 持有守護者因子的人
薇妮雅・傑士德（配音：川澄綾子）
塔烏爾斯旅店「大熊亭」店主之孫。薇妮雅是一個內向的人。由她的叔叔撫養長大。在她的雙親死後，幾乎沒有笑過。後來她和帕西菲卡在一起並成為了好朋友。當克里斯綁架她時，同時也知道了帕西菲卡的真實身份，但是之後薇妮雅依然和帕西菲卡保持朋友關係，在與克里斯相處下也對其漸生好感，同時充當兩方的溝通管道。
雷歐波爾特‧史科魯普斯（配音：近藤隆）
塔斯克領領主、名門史科魯普斯男爵家的長男。也是他父親的領地的繼承人。通稱雷歐。他對成為一名偉大的騎士，營救少女們和帶給世界公正充滿了幻想。對於這一個目標來說，雷歐還有很長的一段路要走。在旅途中，雷歐發現一群山賊正在騷擾卡蘇魯他們。於是他英勇地衝下小山，卻不料事與願違，當他見到帕西菲卡時就愛上了她。雖然對於騎士精神還不甚了解，也不明白什么是的騎士之道。卻決定不惜一切代價保護帕西菲卡。
基塔夫（配音：小野大輔）
最初以取帕西菲卡的性命為目標，使用“魔蟲”的暗殺者。後來轉而幫助帕西菲卡他們。
愛爾菲緹娜（配音：豊口惠）
以布拉寧教(反瑪烏傑魯教)為指引方針的異教集團頭目，並以廢棄公主為名的金發碧眼的少女。
玉馬・卡蘇魯
卡蘇魯三姐弟妹之父/義父。實力在夏農之上，傳授夏農劍術。
在帕西菲卡14歳時，為阻擋前來抹殺帕西菲卡的暗殺部隊，孤身應戰九位殺手還擊殺了其中七位，但最後仍是戰亡。
凱洛兒・卡蘇魯
卡蘇魯三姐弟妹之母/義母，曾為萊邦王國最強的魔法師集團「翠綠法陣」的一員，更是被譽為有史以來最有資質的天才魔法師，傳授拉蔻兒基礎魔法。
在帕西菲卡4歳時病死，她留下來的魔法資料成為拉蔻兒日後的自學教科書。

### 龍機神
ARFFI・M4・系列26 賽菲莉絲（配音：水橋香織）
5000年前人類製造出的以對付外來入侵者的M4型「多環境邀撃型自由塑形兵器」（All Round Free Forming Intercepter）（通稱“龍機神”（ドラグーン））。賽菲莉絲是5000年前的戰鬥中存留下來的少數龍機神之一，平常以少女的形態從半空出現，本體是一條巨大的龍。戰鬥力與秩序守護者相當。賽菲莉絲把夏農作為假想的主人。最初，賽菲莉絲的幫助僅僅是把要殺帕西菲卡的殺手的關鍵信息提供給卡蘇魯家庭。後來和夏農聯手打敗了秩序守護者葛里爾。賽菲莉絲對於是否執行5000年前人類遺留下來的計劃感到為難。
ARFFI・M4・系列7 葛羅莉亞（配音：佐久間紅美）
和賽菲莉絲一樣是龍機神。第一次顯形是以湖中大青蛙的姿態出現在帕西菲卡的面前（利用青蛙的DNA顯現物理形態）。帕希菲卡在賽菲莉絲的提示下，讓葛羅利亞重新進入休眠狀態。
ARFFI・M4・系列14 娜塔莉（配音：興梠里美）
龍機神。在5000年前的戰鬥中失去了她幾乎所有的能力。為了生存，她把賽內絲的移動要塞作為她身體的一部份。 在故事中，她已無法作為龍機神進行戰鬥。

### 特務部隊
克里斯多福・阿瑪萊特（配音：水島大宙）
特殊部隊執拗之矢（オブスティネート・アロウ）的隊長。最初他幾次意圖殺死帕西菲卡公主。他綁架了薇妮雅並設下了圈套引帕西菲卡的守護者們上鉤。在搏鬥中，他被夏農打敗。夏農警告他說如果不想死，就要離得遠遠地。後來他加入了帕西菲卡一方，和她一同戰鬥。
法法兒・阿瑪萊特（配音：桑谷夏子）
和克里斯同屬一個部隊的特務戦技兵。使用三叉劍戰鬥。性格開朗的少女，並非像特務戦技兵。
德斯（配音：鳥海浩輔）
特殊部隊執拗之矢的隊員。
薩頓（配音：鹽山由佳）
特殊部隊執拗之矢的隊員。

### 秩序守護者
葛里爾（配音：中井和哉）
第四位秩序守護者（ピースメーカー）。精神控制型。賽菲莉絲在沒有恢復其真正姿態時就足以殺死了他。他和夕紫是一對。原本是由他來把夕紫解壓縮，但他擅自襲擊帕西菲卡而被夏農及賽菲莉絲所殺了。
史黛雅（配音：根谷美智子，台灣：盧敘榮）
第三位秩序守護者。精神控制型。瞧不起人類。她並沒有意識到秩序守護者就是龍機神的升級版以及他們的創造者是人類的事實。和夕紫不同，她只是普通型的秩序守護者。
夕紫（配音：半場友惠）
第二位秩序守護者。重武裝砲兵型。缺乏人類的情感，破壞能力非常強大。壓縮狀態時是一名叫詩音的年幼的少女。本來她在等待加里爾到來幫她解壓縮為其真正的形態。但是葛里爾被賽菲莉絲殺死，變成了詩音遇到夏農並跟著他。直到史黛雅出現將她還原成夕紫，但由於還保有詩音的記憶，使的她相較於其他秩序守護者更加重視人類的生命，尤其是夏農，在最終決戰中本來可以殺死夏農但最後選擇自盡，結束了自己做為秩序守護者的職責，在結尾時以詩音的型態延續生命，並確認了現在的人類是幸福的，也肯定了自己當初的選擇。
索柯姆（配音：中井和哉）
第一位秩序守護者。重武裝砲兵型。性格與史黛雅相似，卻不像斯史黛雅般殘暴。他是史黛雅的拍檔，但相較於史黛雅及其他秩序守護者並沒有多餘的感情，將自己定義為純粹的秩序守護者。

### 萊邦王國
巴爾特里克・萊邦（配音：石波義人，台灣：周學禮）
萊邦王國國王。帕西菲卡和佛爾西斯的親生父親。下令捕殺帕西菲卡。
佛爾西斯‧萊邦（配音：間島淳司）
萊邦王國第一王子，帕西菲卡的孿生兄長，性格單純溫和，意外得知自己還有一位妹妹-帕西菲卡時感到相當驚訝，最終在父王駕崩後登上王位。
愛爾梅雅‧萊邦（エルマイア・ラインヴァン，配音：篠原惠美，台灣：李涵菲
萊邦國第一王妃。帕西菲卡和佛爾西斯的親生母親，因生下帕西菲卡被王國軟禁，帕西菲卡失憶被抓補時，意外從聲音認出帕西菲卡是自己女兒，但還未正式相認便被王國處決。

### 基亞特帝國
賽內絲（配音：松岡由貴，台灣：朱憶華）
基亞特帝國第三皇女、基亞特帝國危機管理組織“緋紅”（スカーレット）的指揮。通稱＜獸姫＞。性格和聲調很有男性化。使用刀術和魔法、實力和夏膿相當。
愛羅蒂（配音：南央美，台灣：盧敘榮）
在基亞特帝國危機管理組織“緋紅”里是賽內絲的左右手。也是賽內絲兒時的好友。足智多謀而且沉著冷靜。

## 出版書籍
廢棄公主（本篇：全13卷）
| 集數                 | 富士見書房     | 富士見書房         | 奇幻基地       | 奇幻基地               |
| 集數                 | 發售日期       | ISBN               | 發售日期       | ISBN                   |
| -------------------- | -------------- | ------------------ | -------------- | ---------------------- |
| 棄貓公主的前奏曲     | 1999年3月18日  | ISBN 4-8291-2873-9 | 2006年1月25日  | ISBN 978-986-713-106-5 |
| 罪無可赦之人的騷動歌 | 1999年7月12日  | ISBN 4-8291-2898-4 | 2006年3月30日  | ISBN 978-986-713-122-5 |
| 獻給異教徒的安魂曲   | 1999年9月14日  | ISBN 4-8291-2919-0 | 2006年5月3日   | ISBN 978-986-713-127-0 |
| 半桶水騎士的進行曲   | 2000年1月14日  | ISBN 4-8291-2938-7 | 2006年6月5日   | ISBN 978-986-713-128-7 |
| 流浪狗少女的夢幻曲   | 2000年4月10日  | ISBN 4-8291-2961-1 | 2006年6月29日  | ISBN 978-986-713-136-2 |
| 短暫的歌劇曲         | 2000年10月26日 | ISBN 4-8291-1306-5 | 2006年7月31日  | ISBN 978-986-713-141-6 |
| 過路的搖籃曲         | 2001年1月18日  | ISBN 4-8291-1324-3 | 2006年9月4日   | ISBN 978-986-713-143-0 |
| 永無止境的情歌       | 2001年7月19日  | ISBN 4-8291-1365-0 | 2006年10月4日  | ISBN 978-986-713-145-4 |
| 獸姬的狂想曲         | 2001年10月19日 | ISBN 4-8291-1385-5 | 2006年12月25日 | ISBN 978-986-713-161-4 |
| 遙遠的輪唱曲         | 2002年6月20日  | ISBN 4-8291-1440-1 | 2007年2月1日   | ISBN 978-986-713-172-0 |
| 小巷裡的哀歌         | 2003年4月19日  | ISBN 4-8291-1514-9 | 2007年4月10日  | ISBN 978-986-713-174-4 |
| 叛亂分子的多重奏     | 2003年7月19日  | ISBN 4-8291-1539-4 | 2007年6月5日   | ISBN 978-986-713-182-9 |
| 響徹天際的清唱劇     | 2003年10月18日 | ISBN 4-8291-1562-9 | 2007年7月31日  | ISBN 978-986-713-190-4 |

廢棄公主 Supplement（短篇集、番外篇：全5卷）
| 集數 | 富士見書房     | 富士見書房         |
| 集數 | 發售日期       | ISBN               |
| ---- | -------------- | ------------------ |
|      | 2002年10月19日 | ISBN 4-8291-1469-X |
|      | 2004年4月20日  | ISBN 4-8291-1604-8 |
|      | 2004年10月20日 | ISBN 4-8291-1658-7 |
|      | 2005年5月20日  | ISBN 4-8291-1718-4 |
|      | 2005年10月20日 | ISBN 4-8291-1764-8 |

### 改編漫画
公主流浪記 逃亡者的協奏曲（スクラップド・プリンセス 逃亡者達の協奏曲）
原作：榊一郎、著者：矢吹豪、原案：安曇雪伸
| 冊數 | 角川書店       | 角川書店           | 長鴻出版社     | 長鴻出版社        |
| 冊數 | 發售日期       | ISBN               | 發售日期       | EAN               |
| ---- | -------------- | ------------------ | -------------- | ----------------- |
| 1    | 2002年11月28日 | ISBN 4-04-926210-0 | 2005年11月14日 | EAN 4710765198039 |
| 2    | 2003年7月30日  | ISBN 4-04-926230-4 | 2006年7月19日  | EAN 4710765205881 |
| 3    | 2004年1月29日  | ISBN 4-04-926239-8 | 2006年9月12日  | EAN 4710765207441 |

公主流浪記（スクラップド・プリンセス す・て・プ・り）
原作：榊一郎、著者：池田惠、原案：安曇雪伸 / label：角川コミックスドラゴンJr.
| 冊數 | 角川書店      | 角川書店           | 長鴻出版社    | 長鴻出版社        |
| 冊數 | 發售日期      | ISBN               | 發售日期      | EAN               |
| ---- | ------------- | ------------------ | ------------- | ----------------- |
| 全   | 2003年5月28日 | ISBN 4-04-712333-1 | 2005年9月22日 | EAN 4710765198046 |

廢棄公主（スクラップド・プリンセス）
原作：榊一郎、著者：宗我部利典、原案：安曇雪伸
| 冊數 | KADOKAWA      | KADOKAWA               |
| 冊數 | 發售日期      | ISBN                   |
| ---- | ------------- | ---------------------- |
| 1    | 2017年5月15日 | ISBN 978-4-04-734595-9 |
| 2    | 2018年1月15日 | ISBN 978-4-04-734949-0 |
| 3    | 2018年7月14日 | ISBN 978-4-04-735210-0 |

### 相關書籍
- 超解! スクラップド・プリンセス （2002年7月19日發售）ISBN 4-8291-7502-8
原作・監修：榊一郎 / 編：ドラゴンマガジン編集部  / 出版：富士見書房（コレクションSP）
- 2003年版スクラップド・プリンセスカレンダー（2002年11月8日發售）ISBN 4-04-900273-6
出版：角川書店（KADOKAWAカレンダー）
- スクラップド・プリンセスRPG （2003年8月19日發售）ISBN 4-8291-4387-8
原作：榊一郎 / 著：黒田和人、SNE集團 / 出版：富士見書房（富士見文庫）
- すてプリ・プレミアム スクラップド・プリンセス（2003年12月9日發售）ISBN 4-8443-5721-2
出版：エムディエヌコーポレーション

## 電視動畫

### 製作人員
監督：增井壮一
計劃：安田猛、小川洋、成澤章、福井政文、藤澤美枝子
原作：榊一郎
原作插畫：安曇雪伸
連載：月刊Dragon Magazine、月刊Dragon Age、富士見Fantasia文庫
系列構成：吉田玲子
角色設計：小森高博
總作画監督：小森高博、工藤裕加
美術設計：竹内志保
機械設計：神宮寺一
美術監督：菱沼由典
色彩設計：岩沢れい子
撮影監督：宮原洋平
音響監督：菊田浩巳
音樂：七瀨光
音樂製作人：伊藤善之
音樂製作：Lantis
製片人：南雅彦、加藤淳、阿部祐督、根岸悟
動畫製作：BONES

### 主題歌
片頭曲：「Little Wing」
作詞：影山ヒロノブ、奥井雅美
作曲：影山ヒロノブ
編曲：河野陽吾
歌：JAM Project featuring 奥井雅美
片尾曲：「大地の la-li-la」
作詞：畑亞貴
作曲、編曲：上野洋子
歌：上野洋子、伊藤真澄

### 各話列表
| 話數   | 中文標題             | 日文標題               | 脚本     | 分鏡       | 演出             | 作畫監督                                           | 播放日期      |
| ------ | -------------------- | ---------------------- | -------- | ---------- | ---------------- | -------------------------------------------------- | ------------- |
| 第1話  | 棄貓公主的前奏曲     | 捨て猫王女の前奏曲     | 吉田玲子 | 增井壯一   | 浅見松雄         | 石井祐美子 岸本誠司                                | 2003年 4月8日 |
| 第2話  | 半熟騎士的進行曲     | 半熟騎士の行進曲       | 增井壯一 | 增井壯一   | 粟井重紀         | 芝美奈子                                           | 4月15日       |
| 第3話  | 不可饒恕的人之騷動歌 | 赦されざる者の騒動歌   | 吉田玲子 | 渡辺カケル | 関田修           | 中本尚子                                           | 4月22日       |
| 第4話  | 相遇與離別的協奏曲   | 出会いと別れの協奏曲   | 吉田玲子 | 横山彰利   | 宮原秀二         | 松島晃                                             | 5月6日        |
| 第5話  | 吟遊詩人的搖籃曲     | 吟遊詩人の子守歌       | 土屋理敬 | 坂本郷     | 園田雅裕         | 佐野英敏                                           | 5月13日       |
| 第6話  | 騎士們的迷走歌       | 騎士たる者たちの迷走歌 | 土屋理敬 | 增井壯一   | 山本秀世         | 芝美奈子                                           | 5月20日       |
| 第7話  | 棄犬少女的圓舞曲     | 捨て犬少女の円舞曲     | 大和屋暁 | 武藤裕治   | 粟井重紀         | 粟井重紀 佐藤修 芝美奈子 野武洋行 前澤弘美         | 5月27日       |
| 第8話  | 羈絆和祈禱的夜想曲   | 絆と祈りの夜想曲       | 大和屋暁 | 橫山彰利   | いとがしんたろー | 杉藤さゆり 中本尚子                                | 6月3日        |
| 第9話  | 獻給異端者的鎮魂歌   | 異端者たちに捧ぐ鎮魂歌 | 名田寛   | 坂本郷     | 園田雅裕         | 園田雅裕                                           | 6月10日       |
| 第10話 | 假公主的小夜曲       | 偽王女の小夜曲         | 名田寛   | 守岡博     | 橋本昌和         | 後藤潤二                                           | 6月17日       |
| 第11話 | 獸姬的狂詩曲         | 獣姫の狂詩曲           | 土屋理敬 | 增井壯一   | 沼田誠也         | 森前和也                                           | 6月24日       |
| 第12話 | 二位公主的戰歌       | 二人の姫の戦闘歌       | 土屋理敬 | 山本秀世   | 山本秀世         | 芝美奈子                                           | 7月1日        |
| 第13話 | 遙遠的追想曲         | 遥かなる追想曲         | 大和屋暁 | 渡辺純央   | 渡辺純央         | 中澤勇一 中本尚子 ハットリマスミ                   | 7月8日        |
| 第14話 | 失去的五重奏         | 失われた五重奏         | 吉田玲子 | 笹木信作   | 粟井重紀         | 粟井重紀 江森真理子 川筋豊 芝美奈子 ハットリマスミ | 7月15日       |
| 第15話 | 力量和謀略的歌劇     | 力と謀略の歌劇         | 土屋理敬 | 橫山彰利   | 宮地昌幸         | 中田栄治 濱中夢亜 村井孝司 森前和也 渡辺純子       | 7月22日       |
| 第16話 | 河畔的二重唱         | 川のほとりの二重唱     | 吉田玲子 | 增井壯一   | 安川勝           | 倉島亜由美 小平佳幸                                | 7月29日       |
| 第17話 | 短暫的世俗歌         | つかの間の世俗歌       | 大和屋暁 | 宮地昌幸   | 橋本昌和         | 後藤潤二                                           | 8月5日        |
| 第18話 | 胡同深處的哀歌       | 路地裏の哀歌           | 名田寛   | 增井壯一   | 山本秀世         | 津幡佳明                                           | 8月19日       |
| 第19話 | 母親的嘆息之無言歌   | 母の嘆きの無言歌       | 吉田玲子 | 笹木信作   | 園田雅裕         | 江森真理子 芝美奈子 ハットリマスミ                 | 8月26日       |
| 第20話 | 神聖的崩壞之序曲     | 聖なる崩壊の序曲       | 土屋理敬 | 增井壯一   | 佐藤育郎         | 渡辺純央                                           | 9月2日        |
| 第21話 | 孤獨之神的受難曲     | 孤独な神の受難曲       | 大和田暁 | 增井壯一   | 粟井重紀         | 中澤勇一 中本尚子 ハットリマスミ 松本好弘          | 9月9日        |
| 第22話 | 超越時空的輪舞曲     | 時を超えた輪舞曲       | 吉田玲子 | 增井壯一   | 橋本昌和         | 後藤潤二                                           | 9月16日       |
| 第23話 | 有限之人聖譚曲       | 限りあるものの聖譚曲   | 名田寛   | 增井壯一   | 園田雅裕         | 岡辰也 野武洋行 松本好弘                           | 9月30日       |
| 第24話 | 守護者們的交響曲     | 守りし者たちの交響曲   | 土屋理敬 | 増井壮一   | 増井壮一         | 小森高博 竹内志保                                  | 10月7日       |

## 外部連結
- （日語） 動畫官方網頁
- （英文） 廢棄公主〔互聯網電影數據庫〕 （页面存档备份，存于）